# 锡金鼠尾草
锡金鼠尾草（学名：Salvia sikkimensis）是唇形科鼠尾草属的植物。分布于印度锡金、不丹以及中国大陆的西藏等地，生长于海拔3,350米的地区，常生长在林边草丛、林内、山坡碎石处和溪旁低湿处。

## 变种
- 张萼锡金鼠尾草（学名：Salvia sikkimensis var. chaenocalyx），分布在不丹、印度锡金以及中国大陆的西藏等地。